# Gainella chelata
Gainella chelata is een vlokreeftensoort. De wetenschappelijke naam van de soort is voor het eerst geldig gepubliceerd in 1912 door Chevreux.